# 1716 в Україні

## Особи

### Народились
- 20 листопада Ґалаґан Григорій Гнатович (1716—1777) — український політичний діяч доби Гетьманщини. Полковник Прилуцького адміністративного полку (1739—1763). Член Генеральної військової канцелярії Гетьманщини. Автор спогадів.
- Білий Сидір Гнатович (1716—1788) — запорозький старшина, кошовий отаман Чорноморського козацького війська, командувач Чорноморської козацької флотилії, перший дворянський голова Херсонського повіту (1785—1787).
- Мельхіседек Значко-Яворський (1716—1809) — православний церковний діяч, архімандрит, член Новгород-Сіверського патріотичного гуртка.
- Полторацький Іван Федорович (1716 — після 1783) — військовий канцелярист Генеральної військової канцелярії, бунчуковий товариш.
- Йозеф Яськевич (1716—1791) — львівський вірменин, суддя вірменської громади міста Львова та бурмистр Львова (1785—1787).

### Померли
- Марія Василівна Гамалія (до 1670—1716) — українська меценатка, дружина Григорія Гамалії.
- Туранський Олексій Михайлович (? — 1716) — глухівський сотник (1699—1709), генеральний суддя (1709—1716) Війська Запорізького Городового (Гетьманщини).

## Засновані, зведені
- Благовіщенський чоловічий монастир УПЦ (Ніжин)
- Церква мучеників Пратулинських (Бережани)
- Воронцівка (Куп'янський район)
- Калюжинці
- Лащова
- Остапівка (Драбівський район)
- Стара Оржиця